# Sassá
Luiz Ricardo Alves (Rio de Janeiro, 11 januari 1994) – voetbalnaam Sassá – is een Braziliaans voetballer die bij voorkeur als aanvaller speelt. Hij stroomde door vanuit de jeugd van Botafogo.

## Clubcarrière
Sassá is afkomstig uit de jeugd van Botafogo. Op 7 juli 2012 debuteerde hij in de Braziliaanse Série A tegen EC Bahia. Botafogo verhuurde hem aan Oeste en aan Náutico. Bij Nautico maakte hij negen doelpunten in 22 competitieduels, waarna hij zijn kans kreeg bij Botafogo. In 2015 maakte hij zeven treffers in 22 competitieduels in de Braziliaanse Série B en promoveerde hij met Botafogo terug naar de Série A.